# Koichi Murata
Koichi Murata (村田 航一 Murata Koichi?), född 6 september 1996 i Miyazaki prefektur, är en japansk fotbollsspelare.
Murata började sin karriär 2019 i Mito HollyHock.